# Zygmunt Anczok
Zygmunt Józef Anczok (* 14. März 1946 in Lubliniec, Polen) ist ein ehemaliger polnischer Fußballspieler.

## Karriere

### Verein
Anczok spielte anfangs in seiner Heimat Polen und gewann dort mit Górnik Zabrze 1972 das Double. Zwei Jahre später wechselte er in die USA und setzte seine Laufbahn in Chicago fort. Danach ging er nach Norwegen zu Skeid Oslo und beendete dort 1979 im Alter von 33 Jahren seine aktive Karriere.

### Nationalmannschaft
Zygmunt Anczok bestritt von 1965 bis 1973 48 Länderspiele für die polnische A-Nationalmannschaft. Dabei gewann er 1972 in München das olympische Fußballturnier, nachdem er mit seiner Mannschaft Ungarn besiegt hatte. Aufgrund einiger Verletzungen konnte er dann nicht an der Fußball-Weltmeisterschaft 1974 in Deutschland teilnehmen.

## Erfolge
- Polnischer Meister: 1972
- Polnischer Pokalsieger: 1972
- Olympiasieger: 1972
- IFC-Sieger 1965